# Hans Breidenbach
Hans Breidenbach (* 24. September 1910; † unbekannt) war ein deutscher Fußballspieler.

## Karriere
Breidenbach spielte zunächst für den FC Eintracht Leipzig, bevor er im April 1932 zum VfB Leipzig wechselte. Da der Vereinswechsel nicht ordnungsgemäß verlaufen war, wurde Breidenbach, wie auch Schön, mit einer einjährigen Spielsperre belegt.
Von 1933 bis 1938 kam er in der Gauliga Sachsen, in einer von zunächst 16, später auf 23 aufgestockten Gauligen zur Zeit des Nationalsozialismus als einheitlich höchste Spielklasse im Deutschen Reich, zum Einsatz.
Mit der Mannschaft nahm er am Wettbewerb um den Tschammerpokal, den seit 1935 eingeführten Pokalwettbewerb für Vereinsmannschaften, teil. 1936 trug er in fünf Spielen dazu bei, dass seine Mannschaft bis ins Finale vorstieß. Sein Debüt gab er am 23. August 1936 im Wiederholungsspiel der 2. Runde beim 3:0-Sieg über Vorwärts-Rasensport Gleiwitz; die erste Begegnung am 28. Juni 1936 in Gleiwitz hatte nach dem 2:2-Unentschieden nach Verlängerung keinen Sieger hervorgebracht.
Das Achtelfinale gewann er mit seiner Mannschaft – als einzige Heimmannschaft – mit 2:0 gegen den Berliner SV 1892. Nachdem er auch die Begegnungen mit dem VfB Peine und Wormatia Worms im Viertel- und Halbfinale mit 4:2 und 5:1 erfolgreich bestritten hatte, zog er mit dem VfB Leipzig ins Finale ein.
Das erst am 3. Januar 1937 im Berliner Olympiastadion ausgetragene Finale, fand gegen den Vorjahresfinalisten FC Schalke 04, mit Fritz Szepan und Ernst Kuzorra in ihren Reihen, statt – und endete mit 2:1 für den VfB Leipzig, wobei seine Mitspieler Jakob May und Herbert Gabriel mit den Toren zum 1:0 in der 20. und zum 2:0 in der 31. Minute ihre Mannschaft in Führung brachten; der Anschlusstreffer des Schalkers Ernst Kalwitzki in der 42. Minute blieb der einzige in den verbleibenden 48 Minuten.

## Erfolge
- Tschammerpokal-Sieger 1936